# Sint-Hadelinuskerk (Saint-Hadelin)

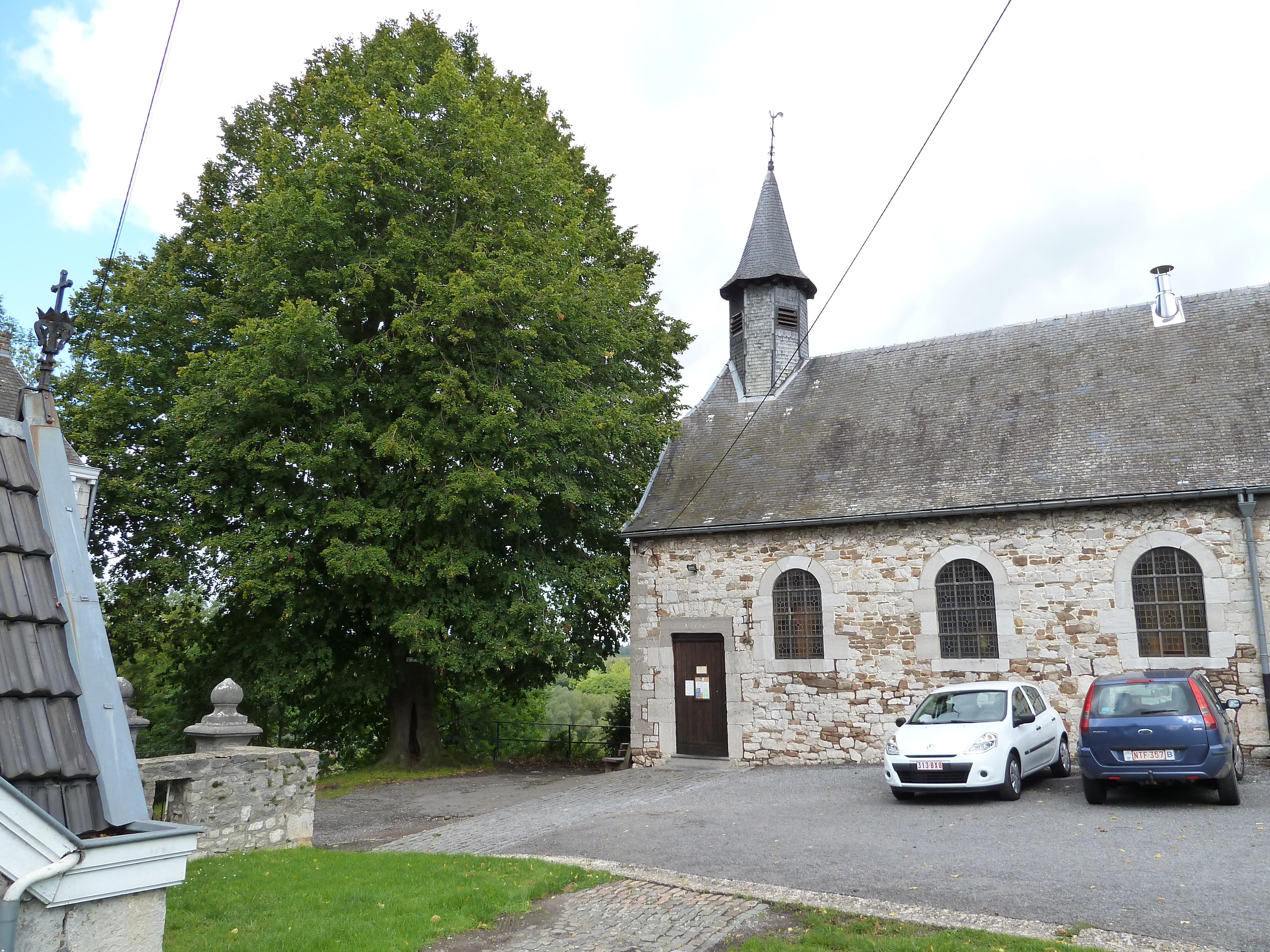
Sint-Hadelinuskerk

De Sint-Hadelinuskerk (Église Saint-Hadelin) is de parochiekerk van de tot de Belgische gemeente Olne behorende plaats Saint-Hadelin, gelegen aan Le Fief. Naast de kerk staat de Spijkerlinde van Olne.

## Geschiedenis
De kerk is gewijd aan Hadelinus van Celles. De oorspronkelijke kerk werd door een orkaan verwoest en in 1672 herbouwd in zandsteen- en kalksteenblokken. Het eenbeukige gebouw had drie traveeën en in 1830 werden er nog twee traveeën aan toegevoegd, en ook een driezijdig gesloten koor. Er is een met leien bedekte achtkante dakruiter met achtkante spits. Boven de zuidelijke ingang bevindt zich een gevelsteentje met het jaartal 1676.

## Interieur
Het interieur is voornamelijk van 1830 en later, zoals het hoofdaltaar van 1847, maar er zijn nog enkele 18e-eeuwse meubelen: de preekstoel, het doksaal (1754), enkele kerkbanken en ook een beeld van Sint-Hadelinus. Orgel en orgelkast zijn uit het eerste decennium van de 18e eeuw.
Op het kerkhof vindt men enkele 16e-eeuwse grafkruisen.